# Дзялдово (гмина)
Дзялдово (пол. Działdowo) — сельская гмина (волость) в Польше, входит как административная единица в Дзялдовский повят, Варминьско-Мазурское воеводство. Население — 9552 человека (на 2004 год).

## Демография
Данные по переписи 2004 года:
| Перепись                       | Всего   | Всего | Женщины | Женщины | Мужчины | Мужчины |
| ------------------------------ | ------- | ----- | ------- | ------- | ------- | ------- |
| Единицы                        | человек | %     | человек | %       | человек | %       |
| Население                      | 9552    | 100   | 4756    | 49,8    | 4796    | 50,2    |
| Плотность населения (чел./км²) | 35      | 35    | 17,4    | 17,4    | 17,6    | 17,6    |

## Сельские округа
1. Буркат
2. Филице
3. Гонсёрово
4. Гноенко
5. Гнойно
6. Гжибины
7. Янковице
8. Кисины
9. Кленчково
10. Коморники
11. Краснолонка
12. Крамажево
13. Ксенжы-Двур
14. Курки
15. Липувка
16. Малиново
17. Мошница
18. Мыслента
19. Нестоя
20. Петрыкозы
21. Перлавки
22. Пожары
23. Рудольфово
24. Рушково
25. Рывоцины
26. Сенково
27. Славково
28. Тужа-Велька
29. Уздово
30. Высока
31. Закшево
32. Бурш
33. Джазги
34. Прусиново
35. Вилямово

## Соседние гмины
1. Гмина Домбрувно
2. Дзялдово
3. Гмина Илово-Осада
4. Гмина Козлово
5. Гмина Кучборк-Осада
6. Гмина Липовец-Косцельны
7. Гмина Плосница
8. Гмина Рыбно